# Jupiter Sign
Jupiter Sign är Secret Service fjärde album utgivet 1984. Inspelad i Park Studio, Älvsjö. Producerades av Ola Håkansson, Ulf Wahlberg och Tim Norell.
"Jo-Anne, Jo-Anne" och "Do It" släpptes 1983 som singlar.

## Låtlista
1. Jupiter Sign - 4.52 - [musik Tim Norell, text Björn Håkanson]
2. Love Cannot Be Wrong - 2.53 - [musik & text Tim Norell & Oson]
3. Visions of You - 3.13 - [musik & text Tim Norell & Oson]
4. Heart Companion - 3.06 - [musik Tim Norell, text Björn Håkanson]
5. Jo-Anne, Jo-Anne - 3.39 - [musik Tim Norell, text Björn Håkanson & Tim Norell]
6. Do It - 3.33 - [musik & text Tim Norell & Oson]
7. Night Café - 3.20 - [musik Tim Norell, text Björn Håkanson]
8. All I want To Do - 3.35 - [musik & text Tim Norell & Oson]
9. Will You Be Near Me - 4.11 - [musik & text Tim Norell & Oson]
10. Mrs. Marple - 3.34 - [musik Tim Norell, text Björn Håkanson]

## Musiker
- Ola Håkansson - sång
- Ulf Wahlberg - syntar
- Tonny Lindberg - gitarr
- Leif Paulsen - bas
- Leif Johansson - trummor
- Tim Norell - syntar